# Общенациональный стачечный комитет Беларуси
Общенациональный стачечный комитет Беларуси (Стачком) — незарегистрированная белорусская организация, основная задача которой — защита прав граждан (в том числе организация акций протеста против нарушения прав и законных интересов граждан).
Стачком предпринимателей Белоруссии действует с 1996 года. 25 ноября 2003 года на его основе был создан Общенациональный стачечный комитет Беларуси.
С момента основания, председателем является предприниматель и бывший политзаключённый Валерий Левоневский. Во время его тюремного заключения с 1 мая 2004 по 15 мая 2006 обязанности председателя Стачкома исполнял его сын Владимир Левоневский.

## Акции протеста
1 января 2000 года — пятидневная забастовка предпринимателей Белоруссии. Около 100 тыс. бастующих.
31 января 2000 года — в Минске прошёл митинг предпринимателей. Резолюция митинга содержала не только экономические, но и политические требования (отставка министра предпринимательства)
1 февраля 2000 года — предприниматели большинства вещевых рынков Белоруссии начали бессрочную забастовку, которая была приостановлена 12 февраля.
23 ноября 2000 года — предупредительная забастовка частных предпринимателей, которую поддержали более 150 тыс. человек.
1 января 2001 года — пятидневная забастовка предпринимателей Белоруссии, в которой принимало участие около 200 тыс. человек.
8 мая 2001 года — прошла общенациональная политическая забастовка предпринимателей. В забастовке приняло участие более 90 тыс. предпринимателей и лиц, работающих по найму.
18 мая 2001 года — прошла общереспубликанская политическая забастовка индивидуальных предпринимателей, которая была приурочена к проходящему в тот день в Минске второму Всебелорусскому народному собранию.
20 июня 2002 года — забастовка предпринимателей в городе Гродно. Все рынки г. Гродно не работали.
31 июля 2002 года — в Белоруссии прошла предупредительная однодневная общенациональная забастовка индивидуальных предпринимателей. В акции приняло участие по разным оценкам 100—150 тыс. предпринимателей и лиц, работающих по найму.
26 августа 2002 года — в городе Минске прошёл митинг в защиту экономических и других прав предпринимателей. На митинг пришло более 2000 человек.
11 сентября 2002 года — состоялась общенациональная однодневная забастовка предпринимателей Белоруссии. В забастовке приняло участие около 160 тыс. предпринимателей и лиц, работающих по найму, практически из всех городов Белоруссии.
12 сентября 2002 года — объявлена общенациональная акция гражданского неповиновения. Акция продолжается и сегодня.
1 октября 2002 года — общенациональная забастовка предпринимателей Белоруссии с прекращением уплаты налогов и других платежей в бюджет. В забастовке принимает участие по разным оценкам 120—190 тыс. предпринимателей и лиц, работающих по найму, практически из всех городов Белоруссии. Забастовка продолжалась 10 дней.
19 декабря 2002 года — забастовка предпринимателей в Гродно с требованием об отставке нынешнего президента Лукашенко. Более 4000 предпринимателей поддержали данное требование и не вышли на работу.
22 января 2003 года — однодневная забастовка предпринимателей в городе Гродно. Не работали основные рынки и мини-рынки города, более 8000 человек приняло участие в данной акции.
27 февраля 2003 года — Стачечный Комитет предпринимателей совместно с предпринимательскими структурами организовала митинг в защиту прав предпринимателей.
12 марта 2003 года — Стачечный Комитет предпринимателей совместно с некоторыми организациями провёл Народный Марш «За лучшую жизнь».
1 апреля 2003 года — акция «Поход в Парламент». В начале данной акции был задержан и арестован на 15 суток Валерий Левоневский.
25 сентября 2003 года — общенациональная забастовка предпринимателей Белоруссии. Около 50 % предпринимателей Белоруссии приняло участие в этой акции.
1 мая 2004 года — демонстрация в центре города Гродно. Количество участников около 4 тыс. человек. В этот день был арестован на 15 суток, а потом осуждён на 2 года тюрьмы, председатель Стачечного Комитета Валерий Левоневский
3 мая 2004 года — митинг предпринимателей на площади Ленина в Гродно, в котором участвовало около 1,5 тыс. предпринимателей. В тот же день милицией в штатском был задержан, а затем арестован на 13 суток Владимир Левоневский за организацию акций протеста.

## Иная деятельность
Одно из направлений деятельности Стачечного Комитета — помощь осуждённым. Так, например, в сентябре 2005 года Стачком передал книги, спортивный инвентарь и другие полезные вещи в Ивацевичскую исправительную колонию № 22.. Создаются отделения Стачкома в тюрьмах — к марту 2005 года в пяти белорусских тюрьмах были сформированы такие отделения.